# Don Khong
Don Khong (engl. Khong Island) ist eine Flussinsel im Mekong in der südlaotischen Provinz Champasak. Die (je nach Wasserstand) in Nord-Süd-Richtung etwa 16–18 km lange und bis zu 8 km breite Insel liegt im Norden des Gebietes Si Phan Don (viertausend Inseln) und stellt die Hauptinsel der Region dar. Es handelt sich um die größte laotische Insel und um eine der größten Inseln des Mekong.
Die Entfernung zur Provinzhauptstadt Pakse beträgt etwa 120 km; zur nahen kambodschanischen Grenze im Süden bei Veun Kham sind es ungefähr 30 km. Die Bevölkerungszahl liegt je nach Quelle zwischen 13.000 und 50.000 Personen.
Hauptort der Insel ist Muang Khong im Osten, das auch Verwaltungssitz des Distrikts Khong ist.
Der nördliche und zentrale Teil der Insel besteht aus leicht hügeligem Waldland, im flachen Süden und an den Küsten wird Reisanbau betrieben.

## Verkehr und Infrastruktur
Durch den Mekong ist Don Khong auf dem Flussweg stromaufwärts mit Pakse und praktisch allen wichtigen laotischen Städten verbunden, stromabwärts mit den nur wenige Kilometer entfernten, etwas kleineren Inseln Don Khon und Don Det. Hier befand sich auch die erste Bahnstrecke Don Det–Don Khon in Laos. Der Flussweg nach Kambodscha wird durch die Mekongfälle unterbrochen.
Entlang des östlichen Mekongufers verläuft die Nationalstraße 13, die von der chinesischen bis zur kambodschanischen Grenze ganz Laos durchquert. Vom an der Straße gelegenen Ort Ban Hat Xai Khun führt eine Brücke nach Don Khong. Die im Jahr 2014 eröffnete Brücke (718 m lang, 11 m breit) ersetzte den bis dahin existierenden Fährverkehr zur Insel.
Don Khong verfügt über Flughafencodes (IATA-Flughafencode: KOG; ICAO-Code: VLKG), der Flugplatz wird jedoch praktisch nicht mehr benutzt; der nächste regelmäßig angeflogene Flughafen ist der Pakse International Airport.
Auf der Insel selbst sind die verbreitetsten Transportmittel Fahr- und Motorräder.

## Wirtschaft und Tourismus
Die Haupterwerbszweige der Bevölkerung sind Fischerei und Landwirtschaft; der Großteil der südlichen Insel ist von Reisfeldern bedeckt.
Daneben spielt der Tourismus eine immer größere Rolle: Don Khong hat den Ruf eines ruhigen, idyllischen und damit entspannenden Ortes. Die Insel wird deshalb häufig von Touristen besucht, die aufgrund der Mekongfälle und der Irawadidelfine die Region besuchen; daneben dient Don Khong auch als beliebter Zwischenstopp auf dem Weg nach Kambodscha. Da die Insel schon seit über zehn Jahren elektrifiziert ist, sind seitdem zahlreiche komfortable und somit eher höherpreisige Unterkünfte entstanden. Backpacker reisen deshalb meistens auf die südlichere Insel Don Det, die als einfacher und preisgünstiger, aber auch als lebhafter gilt.

## Kultur
Praktisch die gesamte einheimische Inselbevölkerung ist buddhistisch, auf der Insel existieren mehrere bedeutende Tempel (Wats): In Muang Khong finden sich der große und moderne Wat Phouang Keo (Wat Kan Khong) sowie der kleinere, aber weitaus ältere Wat Chom Thong. Im Inselinnern befindet sich der Höhlentempel Tham Phou Khiao (Höhle des Grünen Berges). Im Westen der Insel, nördlich von Muang Saen, liegt der Wat Phou Khao Keo, der auf den Fundamenten einer Khmer-Kultstätte errichtet wurde und unter dem sich der Legende nach ein Eingang zum unterweltlichen Reich der Nagas befinden soll.

## Orte auf der Insel
- Muang Khong, im Osten, Hauptort der Insel
- Muang Saen Nua, im Westen, zweitgrößter Ort
- Ban Houa Khong, im Nordwesten, Geburtsort des ehemaligen laotischen Präsidenten Khamtay Siphandone
- Ban Houa Khong Lem, an der Nordspitze
- Ban Dong, im Nordosten
- Ban Naa, im Südosten bei Muang Khong
- Ban Huay, an der Südspitze